# Луд, збуњен, нормалан (6. сезона)
Шеста сезона телевизијске серије Луд, збуњен, нормалан је премијерно емитована на Нова ТВ у Хрватској у периоду од 3. новембра 2014. до 1. априла 2015. године.

## Радња
Иако су сви мислили да су Фазлиновићи страдали у авионској незгоди на путу за Стокхолм, они су игром случаја ипак успели преживети. Наиме, због Фарука су закаснили на авион. У међувремену, у Сарајеву, верујући да су они погинули, сви ће покушати окористити се њиховим стварима. Један од коловођа је Самир. У продукцију Акорд долази Бахро Бурек. Бурек је сценариста и ТВ продуцент који долази са предлогом да снимају ТВ серију. Да би добио посао, Фарук мора купити ХД камеру. Због тога постаје спреман на све, чак и да се бави проституцијом, те ће му „послове“ сређивати Индира. Ментор у новој сезони наслеђује два милиона долара, али не жели да то ико сазна. Након што договоре снимање серије, Фарук ће преузети режисерску палицу, Изет води финансије, а са Маријом договарају да сценографију поставе у простор каване Сан Ремо. Главна женска улога припашће Барбари. Из Америке долази Чомбетов брат Куфе, који почиње радити као тонац у продукцији. Дамир и Барбара желе обновити своју везу, те планирају велико венчање. Међутим, изненадиће их информација да никада и нису били разведени. Фарук и Сенада, такође, желе обновити своју везу, али им ствари не иду на руку. Изет је у вези са Ружом, Барбарином мамом. Како су сви против те везе, нарочито Дамир и Барбара, они одлучују виђати се у тајности. Њихова љубавна идила ће трајати све до тренутка док Изет не схвати да је она "титомрзац". Изет због здравствених проблема одлучује ипак отићи у Шведску на операцију. Да би осигурао новац за операцију, он продаје стан и то не било коме.

## Улоге
| Глумац                | Улога              |
| --------------------- | ------------------ |
| Мустафа Надаревић     | Изет Фазлиновић    |
| Сенад Башић           | Фарук Фазлиновић   |
| Моамер Касумовић      | Дамир Фазлиновић   |
| Ивор Шпаравало        | Џема Фазлиновић    |
| Татјана Шојић         | Марија Мрвица      |
| Љубомир Бандовић      | Милан Чмар         |
| Горан Навојец         | Реуфик Мујкић      |
| Емир Хаџихафизбеговић | Самир Фазлиновић   |
| Златан Зухрић         | Бахро Бурек        |
| Џана Пињо             | Барбара Фазлиновић |
| Ксенија Маринковић    | Ружа               |
| Мирвад Курић          | Мариофил Шесто     |
| Илир Тафа             | Ментор Косова      |
| Адмир Гламочак        | Јуре Заклан        |
| Снежана Марковић      | Сенада Фукић       |

## Епизоде
| Бр. еп. (у серији) | Бр. еп. (у сезони) | Датум емитовања    | ТВ емитер     | Назив | Сиже |
| ------------------ | ------------------ | ------------------ | ------------- | --- | --- |
| 145                | 1                  | 3. новембар 2014.  | Нова ТВ (ХРВ) | Ако пријатељи и родбина не очекују твој повратак, онда твоје непокретности лако могу добити ноге. Није мудро организовати рођендан без слављеника, нити сахрану без покојника                                 | Иако су сви веровали супротно, Фазлиновићи су и овог пута успели преживети. Имали су срећу да закасне на авион који се срушио на свом путу за Шведску. Наравно, мислећи да су Фазлиновићи погинули, многи су се покушали окористити њиховим стварима. Изету су отуђене највредније ствари: Титова слика и боца максузије, док Фарук остаје без комплетне технике у продукцији Акорд. |
| 146                | 2                  | 4. новембар 2014.  | Нова ТВ (ХРВ) | Треба да се добро забринеш ако налетиш на кугара, поготово ако ти се отац у исто вријеме забавља са клавиром                                                                                                  | Да би се искупио, Самир мора Изету набавити клавир. Самир, наравно у свом стилу, краде клавир из Народног казалишта. Рефко, да би скупио новац за откуп технике из продукције Акорд, Џебри држи сатове клавира иако Рефко не зна свирати клавир. У Фаруков живот улази Индира која има за њега интересантан план. Да би откупио технику, Фарук је спреман на све па чак и да бавити се проституцијом. |
| 147                | 3                  | 5. новембар 2014.  | Нова ТВ (ХРВ) | Није се проблем скинути го, нарочито ако те нико не види. Правни систем је накарадан - лакше је изаћи из затвора, него ући у њега                                                                             | Изет и Самир су ухваћени. Изет има план како да изађу из затвора, а за реализацију им је потребан Рефко. Фаруку се пружа велика пословна прилика. Наиме, Бахро Бурек, ТВ продуцент, му је понудио да продукција Акорд снима ТВ серију. За реализацију тог посла му је потребна ХД камера. Да би скупио новац за куповину камере пристаје на Индирин пословни предлог. У Фаруков зивот поново улази Сенада која од њега тражи да престане радити лудости, али заборавља да је он Фазлиновић. |
| 148                | 4                  | 10. новембар 2014. | Нова ТВ (ХРВ) | Чак и ако признаш 86 кривичних дијела, не мора значити да ћеш одговарати за њих. Наравно, то нема пуно везе нити са додјелом старатељства, нити са часовима клавира                                           | Ментор, које је наследио 2 милиона долара, по свом адвокату Ризвану шаље ХД камеру. Међутим, камера му бива украдена. Самир нуди Фаруку да купи камеру, али Фарук нема довољно новца. У стану Фазлиновића постаје гужва. Барбара нуди Дамиру нагодбу: она неће тражити старатељство над Џебрицом ако јој Дамир уступи једну собу у њиховом стану. Изет запошљава Ладу, професорку клавира, а за противуслугу јој уступа своју собу. У Сарајево долази Чомбетов брат Куфе. |
| 149                | 5                  | 11. новембар 2014. | Нова ТВ (ХРВ) | Када си у ауту, прави се енглез. А ако продуцираш играну серију, добро пази да ти неко од укућана не дође на пробно снимање и да, због украдене камере, не завршиш у прдекани                                 | Бурек долази у студио Акорд како би са Фаруком договорио пробно снимање за серију. Да би организовао снимање недостаје му само једна ситница - ХД камера. Самир је ухваћен под сумњом да је украо Ризванову камеру. Ако је Самир у затвору, није Самирова камера. Фарук са Самиром ипак договара куповину камере, али ускоро управо због ње завршава у затвору. Дамир и Барбара желе обновити своју везу, али Дамир сумња да га Барбара вара са Изетом. |
| 150                | 6                  | 12. новембар 2014. | Нова ТВ (ХРВ) | Никада не бјежи из прдекане, то је најбољи пут да те опет ухапсе. И запамти да је спашавати пропао брак исто као оживљавати леш                                                                               | У Дамировој ординацији су се помешали медицински картони те, грешком, уместо да пацијенткињи повећа груди, Дамир их смањи. Дамир, под претњама њеног супруга, бежи и скрива се у Ладиној соби, (у којој она спава) игром случаја гола. Фарук је побегао из затвора и он се од полиције скрива у ормару у Ладиној соби, такођер, го. Сплетом околности ту их затићу Барбара и Сенада. |
| 151                | 7                  | 17. новембар 2014. | Нова ТВ (ХРВ) | Не вјеруј слијепцу који види, а прије важног пословног састанка буди опрезан са коктелима од медикамената. Када је одлазак на базен у питању, такођер опрез није наодмет                                      | Барбара и Дамир желе обновити своју везу те Барбара да би доказала да се променила, преузима на себе одржавање куће. Куфе да би поспешио зараду певајући на улици, маскира се у просјака. Ментору је у ухо ушла вода док се купао на базену па не чује најбоље. Бурек и Фарук су организовали пословну вечеру са директором телевизије која треба откупити њихову серију. На тој вечери Изет би требало да представи финансијски план. Међутим, Изет је попио таблете које је Барбара чистећи кућу, случајно помешала те су му отказали координација покрета и језика. Док Изет покушава доћи себи, Фарук тражи од наглувог Ментора и слепог Куфета да реше ситуацију представљајући их као тон мајстора и камермана. |
| 152                | 8                  | 18. новембар 2014. | Нова ТВ (ХРВ) | Ако си параноик, то не значи да те прогањају, исто као што код хипохондра није искључена могућност да има рак. Мој брајко, снимати пилот епизоду није мачији кашаљ                                            | Куфе страхује јер је читајући мамин дневник нашао гатарино пророчанство које каже да ће јој један син умрети на свој 37 рођендан, а Куфету је за десетак дана управо 37. рођендан. Фарук и Бурек почињу снимати пилот епизоду сапунице. Ликови у серији су свекар, снаха коју глуми Барбара и дјечак. Мама од дечака је Дамирова бивша девојка. Дамир сумња да је дечак његов син те узима длаку за ДНК анализу. Барбара чује да је Дамир радио ДНК анализу и хвата је паника. |
| 153                | 9                  | 19. новембар 2014. | Нова ТВ (ХРВ) | Ако лаже коза, не лаже ДНК. Узгред, џепарење је трка на 400 метара са препонама, никад не смијеш стати | Изет, играјући се жмурке са Џебром скрива се у ормар у Дамировој соби. Тако скривен у ормару чује разговор у којем Барбара Дамиру признаје да постоји сумња да Џебра можда није његов син. Изет је ван себе ради те информације, те се не трезни данима. Куфета посећује инспектор из Завода за пензијско осигурање с' циљем да провери да ли је његов отац жив, обзиром да има информацију да неко други прима његову пензију. Самир добија улогу џепароша у сапуници, али се он и превише уживљава у улогу. |
| 154                | 10                 | 24. новембар 2014. | Нова ТВ (ХРВ) | Ако је дијете агресивно, то не мора бити велики проблем, можда само ужива када наноси бол другима. Сумња је сасвим довољан повод да се некога прогласи хомосексуалцем, па макар је он то и стварно            | Изет је пресретан ради информације да је Џебра његов праунук. Џебрина учитељица упозорава Дамира и Барбару да Џебрина агресивност може бити последица њиховог развода брака. Дамир и Барбара организују вечеру за све чланове породице Фазлиновић. Фарук обећава Сенади да ће се уозбиљити и престати са свим глупостима. Марија има новог момка и то председника управног одбора Херцеговачке телевизије. |
| 155                | 11                 | 25. новембар 2014. | Нова ТВ (ХРВ) | Тачно је да пластична операција може подмладити жену, али је исто тако истина да након пластичне операције жена може бити чак и љепша. Утјеривање дугова је легалан посао, једини је проблем што није законит | Пајсер и Клофа, гањају Куфета ради коцкарског дуга. Барбара планира велико венчање, те наговара Дамира да дугове својих клијената наплати преко утеривача дугова. Фарук и Изет се такмиче око Биљане, Фарукове професорке биологије из средње школе, не слутећи да их она само жели искористити. |
| 156                | 12                 | 26. новембар 2014. | Нова ТВ (ХРВ) | Основни узрок за разводе је брак. Да нема бракова, не би било ни развода. Кад већ припадаш љепшем сполу, шта те руководи да желиш бити ружнији?                                                               | Дамир и Барбара планирају венчање, међутим ни не слуте да је Мариофил, који им је био адвокат приликом развода, заборавио предати папире на суд, те да они никад и нису били разведени. Фарук сумња да је Јуре, Маријин нови момак, хомо те да је променио пол и наговара Марију да прекине с' њим. |
| 157                | 13                 | 1. децембар 2014.  | Нова ТВ (ХРВ) | Играна серија нема пуно везе са металургијом, али се крађа сценарија ипак сматра индустријском шпијунажом. Мада семантички вуку исти корјен, полагање возачког и полагање камен темељца, немају никакве везе  | Бурек сазнаје да им неко краде сценарије и продаје другој продукцијској кући. Фарук сумња на Марију, а Изет на Барбару те прати Барбару како би доказао своје сумње. Међутим, како му је раније одузета возачка, Изет завршава у затвору због вожње без возачке дозволе. |
| 158                | 14                 | 2. децембар 2014.  | Нова ТВ (ХРВ) | Не треба вјеровати рођацима, нарочито када лажу. А ако је напољу пљусак, велика је вјероватноћа да је вријеме облачно                                                                                         | Изет и даље покушава открити ко продаје њихове сценарије конкурентској продукцијској кући. У ту сврху ангажује и Ђидо Мову, те заједно ступају у акцију. Фарук је на састанку на слепо с' Маријином рођаком, али га више занима Куфетова "рођака" Ана. |
| 159                | 15                 | 3. децембар 2014.  | Нова ТВ (ХРВ) | Ако довољно често прислушкујеш туђе разговоре, може ти се десити да чујеш и нешто корисно. Истина и лаж, као небо и земља, ипак се сусретну тамо негдје на хоризонту                                          | Сенада одлучује Фаруку дати још једну шансу, али Фарук треба доказати њеним родитељима да се уозбиљио. Стога она организује вечеру. Снимање серије је прекинуто због недостатка финансија. Изет и Ђидо Мова, да би сазнали где Фарук чува паре које је добио продајом миксете, дају Фаруку серум истине. |
| 160                | 16                 | 20. март 2015.     | Нова ТВ (ХРВ) | Није проблем оставити алкохол, проблем је шта радити ако не пијеш? Ако знаш гдје се крије, онда није проблем пронаћи особу која је нестала                                                                    | Фарук моли Сенаду да им да још једну шансу. Сенада пристаје под условом да увери њене родитеље да се уозбиљио. Дамир жели Марији и Барбари доказати да и он може бити луд, те тражи од Куфета да му набави неку дрогу. Куфе му у фрижидер оставља чај од наркотика. Међутим, уместо Дамира, тај чај попије Фарук. |
| 161                | 17                 | 21. март 2015.     | Нова ТВ (ХРВ) | Ако имаш однос са снахином мајком, то није инцест, али је ипак угодно. За лихварење је потребно двоје, а пожељно је да бар једно буде токмак                                                                  | Куфе позајмљује паре од каматара како би спасио снимање серије, те Пајсер и Клофа траже Фарука како би наплатили дуг. И док је у Сан Рему организовано заједничко гледање прве епизоде серије, Фарук се скрива у хотелској соби. У истом хотелу у тајности се састају Изет и Ружа. Сенада тражи Фарука како би поново покушали да обнове своју везу. |
| 162                | 18                 | 22. март 2015.     | Нова ТВ (ХРВ) | Иако је именица "сало" семантички корјен мушког имена "Салко", неко ко се тако зове не мора бити дебео. Ако човјеку увриједиш оно њему најврједније, нико ти не може одузети шамар који ти припада            | У Сан Рему се наставља снимање серије, а једна од улога додељена је глумици Персиди из Београда. Ментор је разочаран својим љубавним животом, све док се не појави Персида звана Сида. Фарук, због великог телефонског рачуна одлучује користити бебифон за комуникацију између њега и продукције Акорд. Игром случаја, преко бебифона чује разговор између Ментора и Куфета из којег закључује да Ментор болује од неизлечиве болести. |
| 163                | 19                 | 27. март 2015.     | Нова ТВ (ХРВ) | Ако имаш проблема са меморијом, једи што више бијелог лука. Ако ништа, бар ће ти смрдити из уста. Некад је боље да тебе чекају, него да ти касниш                                                             | Фарук обећава Сенади да ће се, након низа неспоразума због којих су се мимоилазили, наћи с' њом тачно у три сата. На суду је заказано рочиште на којем се Изет мора појавити. Дамир набавља лек за Барбариног брата, који ако се конзумира са алкохолом, доводи до губитка памћења. Изет и Фарук уместо да попију минерале за подизање имунитета, попију те лекове, наравно залијевајући их с' лозом, те обојица губе памћење. То доводи до тоталног хаоса. |
| 164                | 20                 | 28. март 2015.     | Нова ТВ (ХРВ) | На сваки могући начин треба избјећи тужбу, па макар се проблем ријешио и мимо суда. Након свега, пољубити се са коњем и није тако грозна ствар                                                                | Изетова љубавна идила изненада даје другачији смисао када је Изет сазнао да је она титомрзац, те се завршава и физичким обрачуном. Мариофил проналази решење да спасе Изета од оптужби за напад на Ружу. Изет је у овом плану спреман на све. |
| 165                | 21                 | 29. март 2015.     | Нова ТВ (ХРВ) | Састанак на слијепо је као и вожња аута на слијепо: Можеш возити, али врло вјероватно нећеш далеко добацити. Не каже се у народу џаба: Једном кењац, вазда магаре                                             | Марија, да би помогла Фаруку да изађе из депресије, у Сан Ремо поставља билијарски сто. Куфе и Ментор имају план како да зараде паре, те наговарају Фарука да им позајми опрему како би снимали спотове. Фарук пристаје, али само под условом да нађу озбиљне клијенте. Куфе је нашао први посао - треба снимити спот за билијар клуб. Власник тог билијар клуба је Горан, Фаруков пријатељ из средње школе од којег Фарук има трауме. Да би пребродио трауме мора се доказати да је бар у нечему бољи од Горана. Међутим, на крају испада магарац. |
| 166                | 22                 | 30. март 2015.     | Нова ТВ (ХРВ) | Добро отвори очи ако користиш слишалице са каблом. Можда контејнери за смеће изгледају непризорно, али то не значи да их је лијепо видјети                                                                    | Да би утопио тугу за Сенадом, Фарук се препушта звуцима гласне музике. Наравно Изета то јако нервира, па Фарук набавља вајрлес слушалице. Изет је договорио рандеву са Бранком како би покушао изгладити ствари. Сенада пристаје доћи код Фарука како би још једном разговарали. Међутим, због покварених врата на балкону њихови договори и овај пут пропадају. |
| 167                | 23                 | 31. март 2015.     | Нова ТВ (ХРВ) | Мушкарци лакше подносе пород него хемероидне тегобе. Ако ниси сигуран да ли си у сну или на јави, назови Памелу Андерсон и питај је да има секс са тобом. Ако пристане, немој се будити!                      | Марија се боји да је латентно заљубљена у Фарука. Фарука, који је био потпуно обузет мислима о Сенади, удари камион, те завршава у болници. Док је Фарук био у болници, Сенада је изашла са Самиром што утиче на Фарука да донесе одлуку да изађе из депресије и заврши са својом опседнутошћу Сенадом. А у томе ће му несебично помоћи Марија. |
| 168                | 24                 | 1. април 2015.     | Нова ТВ (ХРВ) | Неке одлуке у животу је најбоље пресјећи ножем. Рецимо, шниту круха. Потпуно се иста медицина практикује на западу и код нас. Али ако су медицинске сесте швеђанке, онда треба преферирати шведску болницу    | Изет има здравствених проблема те мора на операцију. Фарук се не може одлучити са којом женом жели бити: Сенадом или Маријом. Изет, да би платио операцију у Шведској, одлучује продати стан. И то не било коме. |

## Напомена
- Епизоде у шестој сезони не садрже називе (од 145. до 168. епизоде), већ кратке поуке везано за сваку епизоду. На разним порталима су се појавили називи епизода у поменутој сезони који немају релевантан извор.